# В окото на бурята
„В окото на бурята“ (на английски: Into the Storm) е американски катастрофален филм от 2014 г. на режисьора Стивън Куале, по сценарий на Джон Суетнам, с участието на Ричард Армитидж и Сара Уейн Келис. Филмът е пуснат на 8 август 2014 г. от „Уорнър Брос Пикчърс“ със смесени отзиви от критиците.